# Urbanya
Urbanya (em catalão:  Orbanyà) é uma comuna francesa na região administrativa da Occitânia, no departamento dos Pirenéus Orientais. Estende-se por uma área de 14.40 km², e possui 52 habitantes, segundo o censo de 2018, com uma densidade de 3.6 hab/km².